# Tim Goss
Tim Goss (28 de fevereiro de 1963), é um engenheiro britânico que atualmente ocupa o cargo de chefe técnico da equipe de Fórmula 1 da Racing Bulls.

## Carreira
Goss se formou no Imperial College London, onde também concluiu estudos de pós-graduação especializados em ignição de motores turboalimentados. Goss juntou-se então a Cosworth em 1986.
Ele ingressou na McLaren em 1990, transformando-se no coordenador na carga do projeto da instalação do motor. Ele foi então nomeado engenheiro auxiliar de corrida para Mika Häkkinen, e depois tornou-se engenheiro chefe da equipe de testes. Depois de trabalhar como chefe da dinâmica do veículo, ele então trabalhou como engenheiro chefe de cadeia cinemática. Em 2005, ele foi nomeado engenheiro chefe para o McLaren MP4-21 e liderou a equipe de engenharia de Adrian Newey que projetou o carro de 2006. Após algumas corridas, logo ficou claro que não era tão competitivo quanto seu antecessor, o MP4-20, apesar de uma aparente melhora na confiabilidade. A McLaren não ganhou nenhuma corrida em toda a temporada, pela primeira vez desde 1996.
Goss foi nomeado diretor de engenharia em janeiro de 2011. Em fevereiro de 2013, depois que a McLaren confirmou a saída de Paddy Lowe para a Mercedes para a temporada de 2014, Goss foi nomeado diretor técnico.
Após um início de temporada considerado abaixo da expectativa, a equipe McLaren anunciou sua demissão no dia 26 de abril de 2018. Segundo nota oficial da equipe inglesa, citou que está "revisando suas operações técnicas como parte do programa para levar novamente a equipe ao êxito.". Com ele sendo substituído por James Key.
Em 18 de janeiro de 2023, Goss foi nomeado diretor técnico de monopostos da Federação Internacional de Automobilismo (FIA), substituindo Nikolas Tombazis, que se tornou tornou diretor de monopostos. Porém, em janeiro de 2024, Goss deixou a FIA antes de completar um ano no cargo.
Em 29 de janeiro de 2024, foi anunciado que Goss havia sido contratado pela equipe Racing Bulls como seu chefe técnico, cargo este que ainda não existia no organograma da equipe, com ele reportando ao chefe de equipe Laurent Mekies.